# League of Ireland Shield
The League of Ireland Shield (Escut de la Lliga d'Irlanda) va ser una antiga competició futbolística de la República d'Irlanda que es disputà des de l'inici de la Lliga irlandesa de futbol, el 1921, fins al 1972 (ininterrompudament). Es disputava a inici de la temporada i fou la tercera competició en importància del país. Fou reemplaçada per la Copa de la Lliga el 1973.
També hi havia una altra competició anomenada League of Ireland First Division Shield, competició disputada els anys 80 i 90 per equips de la First Division.

## Historial
| - 1921-22 Shelbourne - 1922-23 Shelbourne - 1923-24 Bohemians - 1924-25 Shamrock Rovers - 1925-26 Shelbourne - 1926-27 Shamrock Rovers - 1927-28 Bohemians - 1928-29 Bohemians - 1929-30 Shelbourne - 1930-31 Waterford United - 1931-32 Shamrock Rovers - 1932-33 Shamrock Rovers - 1933-34 Bohemians | - 1934-35 Shamrock Rovers - 1935-36 St. James' Gate - 1936-37 Waterford - 1937-38 Shamrock Rovers - 1938-39 Bohemians - 1939-40 Bohemians - 1940-41 St. James' Gate - 1941-42 Shamrock Rovers - 1942-43 Cork United - 1943-44 Shelbourne - 1944-45 Shelbourne - 1945-46 Drumcondra - 1946-47 Drumcondra | - 1947-48 Cork United - 1948-49 Shelbourne - 1949-50 Shamrock Rovers - 1950-51 Drumcondra - 1951-52 Shamrock Rovers - 1952-53 Waterford - 1953-54 Limerick - 1954-55 Shamrock Rovers - 1955-56 Shamrock Rovers - 1956-57 Shamrock Rovers - 1957-58 Shamrock Rovers - 1958-59 Waterford - 1959-60 St Patricks Athletic | - 1960-61 Cork Celtic - 1961-62 Drumcondra - 1962-63 Shamrock Rovers - 1963-64 Shamrock Rovers - 1964-65 Shamrock Rovers - 1965-66 Shamrock Rovers - 1966-67 Dundalk - 1967-68 Shamrock Rovers - 1968-69 Waterford - 1969-70 Cork Hibernians - 1970-71 Shelbourne - 1971-72 Dundalk - 1972-73 Cork Hibernians |

## Palmarès
| Club                   | Títols | Subcampionats | Anys |
| ---------------------- | ------ | ------------- | --- |
| Shamrock Rovers        | 18     | 9             | 1924/25, 1926/27, 1931/32, 1932/33, 1934/35, 1937/38, 1941/42, 1949/50, 1951/52, 1954/55-1957/58(4), 1962/63-1965/66(4), 1967/68 |
| Shelbourne             | 8      | 5             | 1921/22, 1922/23, 1925/26, 1929/30, 1943/44, 1944/45, 1948/49, 1970/71                                                           |
| Bohemians              | 6      | 5             | 1923/24, 1927/28, 1928/29, 1933/34, 1938/39, 1939/40                                                                             |
| Waterford              | 5      | 2             | 1930/31, 1936/37, 1952/53, 1958/59, 1968/69                                                                                      |
| Drumcondra             | 4      |               | 1945/46, 1946/47, 1950/51, 1961/62                                                                                               |
| Dundalk                | 2      | 6             | 1966/67, 1971/72 |
| Cork Hibernians        | 2      | 2             | 1969/70, 1972/73 |
| Cork United F.C.       | 2      | 1             | 1942/43, 1947/48 |
| St. James' Gate        | 2      | -             | 1935/36, 1940/41 |
| Cork Celtic            | 1      | 2             | 1960/61 |
| St. Patrick's Athletic | 1      | 2             | 1959/60 |
| Limerick               | 1      | 2             | 1953/54 |
| Transport              | -      | 3             | - |
| Athlone Town           | -      | 2             | - |
| Bray Unknowns F.C.     | -      | 1             | - |
| Cork F.C.              | -      | 1             | - |
| Dolphin F.C.           | -      | 1             | - |
| Drogheda United        | -      | 1             | - |
| Evergreen United       | -      | 1             | - |
| Sligo Rovers           | -      | 1             | - |